# Viagem à Arábia (Carsten Niebuhr)

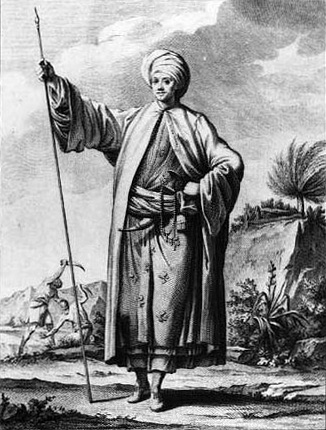
Carsten Niebuhr na Arábia

A viagem à Arábia de Carsten Niebuhr e seus colegas, entre 1761 e 1767, foi a primeira expedição com concepção e fundamento científicos a países árabes e do Oriente Médio. A expedição remonta a uma ideia e a uma concepção do professor alemão de estudos orientais Johann David Michaelis, que também trouxe ao grupo três de seus ex-alunos de língua árabe. O rei da Dinamarca foi o financiador da viagem. A viagem de navio foi de Copenhague a Constantinopla e ao Cairo, e de lá seguiu ao Iêmen e à Índia. Como único sobrevivente, Carsten Niebuhr voltou a Copenhague e, com base em seus registros e nos de seus colegas, alargou o conhecimento da Europa a respeito do Oriente. 

## Ideia e concepção

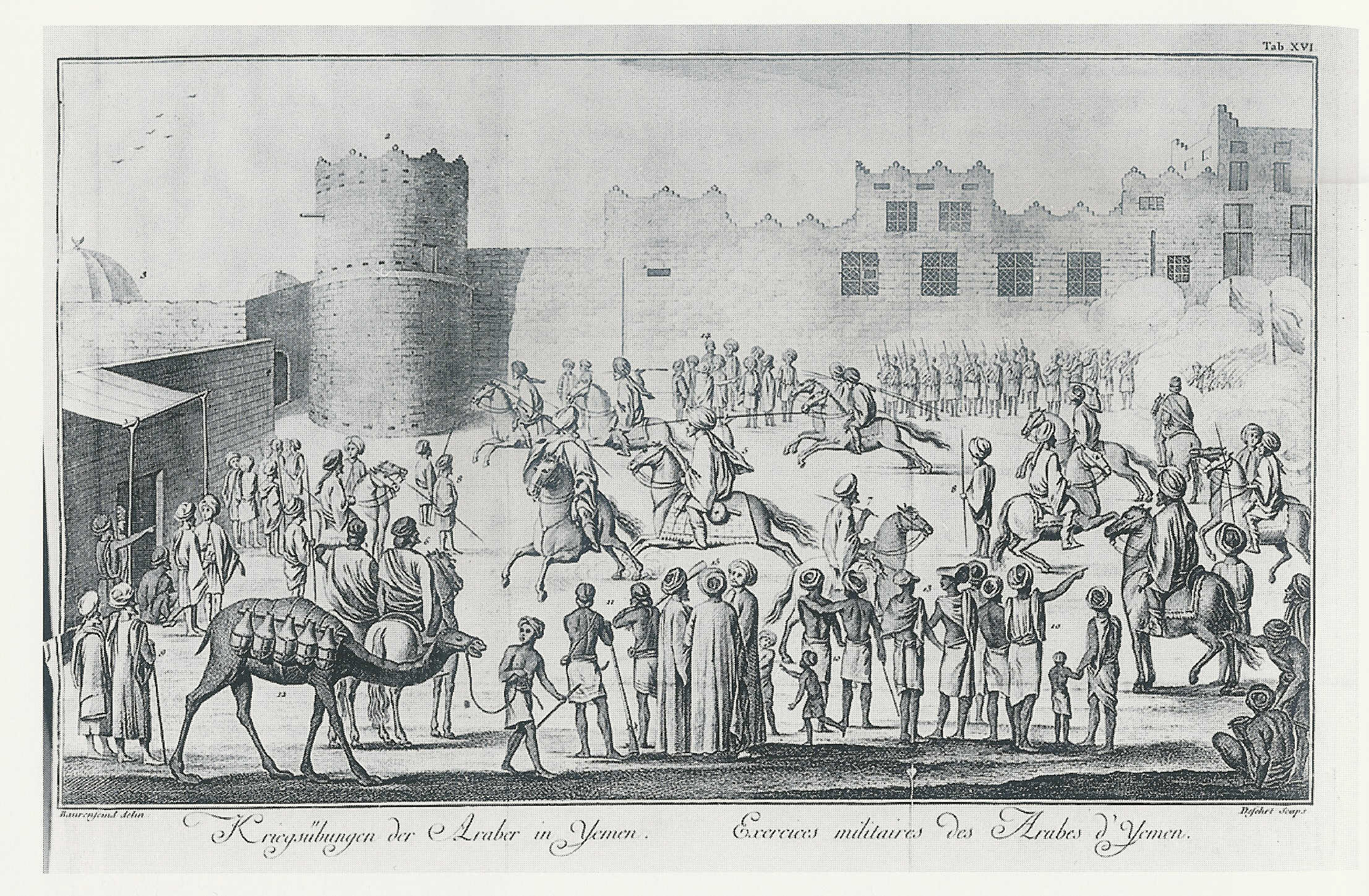
Niebuhr: Kriegsübungen der Araber in Yemen

Johann David Michaelis trabalhou como professor na Faculdade de Filosofia da Universidade de Gotinga no ensino e na pesquisa do hebraico e das línguas árabes. Apesar de não pertencer à Faculdade de Teologia, assumiu como foco central em seu trabalho desenvolver uma compreensão aprofundada dos textos do Velho Testamento. Condizente com o espírito de sua época, procurou ampliar seu conhecimento através da pesquisa empírica, ou seja, colocando à prova suas hipóteses com a realidade, e se distanciando do conhecimento puramente livresco. 
Na pesquisa do Velho Testamento surgiram diversas dificuldades tanto na compreensão do significado de vocábulos referentes à cultura material e às condições de vida do antigo Oriente, quanto no que se refere aos utensílios da vida cotidiana, bem como nos domínios da arquitetura, da botânica e da zoologia. Prescrições a respeito da pureza ou impureza de determinadas espécies animais (presentes, por exemplo, no Deuteronômio) só poderiam ser compreendidas se se conhecesse o mundo animal do Oriente. Ficou registrado que, a fim de compreender melhor passagens do texto bíblico, Michaelis dirigiu, por escrito, perguntas a professores das ciências naturais de Gotinga a respeito das particularidades de determinadas espécies. Esse método se mostrou para a filologia e a teologia de então virtualmente revolucionário.  
Além do mais, deve-se levar em consideração que o homem do século XVIII tinha a impressão de que a cultura do Oriente era significativamente menos dinâmica que a da Europa, que naquele momento era marcada por Iluminismo, enormes avanços nas ciências naturais e nascente processo de industrialização. A ciência européia partia do princípio de que a cultura do Oriente ainda representava a dos patriarcas bíblicos e do profeta Moisés, de modo que se teria diante dos olhos o mundo do Velho Testamento para ser explorado. 
No ano 1753 Michaelis desenvolveu a ideia de enviar uma expedição de especialistas de diversas disciplinas para os países do Oriente Médio, no intuito de que eles pudessem esclarecer questões que ocupavam a ciência. 	
Neste intuito, Michaelis estabeleceu um catálogo de perguntas que provavelmente cobririam muitos pontos dessa problemática. Além disso, conclamou cientistas de toda a Europa a acrescentar outras perguntas. Esse processo tomou tanto tempo que o catálogo completo, com cem perguntas, só pôde chagar à expedição, dividido em várias partes, já durante a viagem. O catálogo de perguntas surgiu em versão impressa, juntamente com as instruções dadas pelo rei da Dinamarca aos participantes da expedição, em 1762. Nos anos seguintes foi traduzido para outras línguas europeias. 
Michaelis era então um cientista reconhecido em toda a Europa. Com seu prestígio conseguiu, em 1756, ganhar o apoio do ministro de estado na Dinamarca, Johann Hartwig Ernst von Bernstorff, proveniente de Hanôver (Alemanha), para seu projeto de uma expedição de caráter científico ao Oriente. Esse apoio significou que o rei da Dinamarca e da Noruega, Frederico V, se incumbiria do financiamento da expedição.

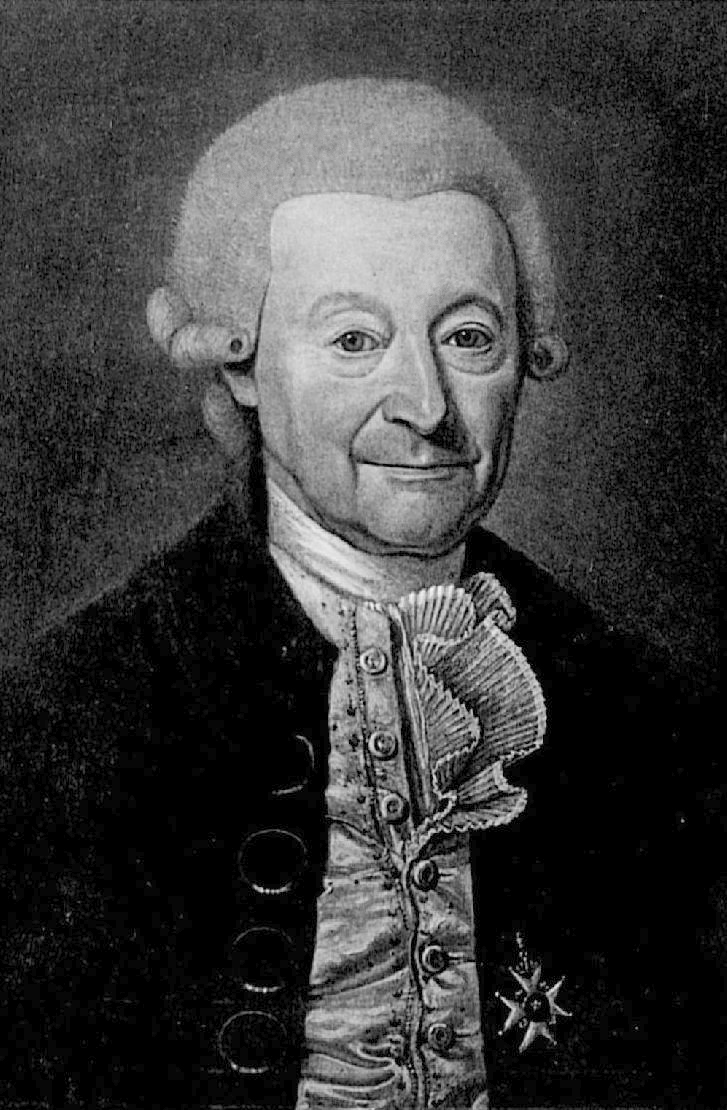
Idealizador: Johann David Michaelis
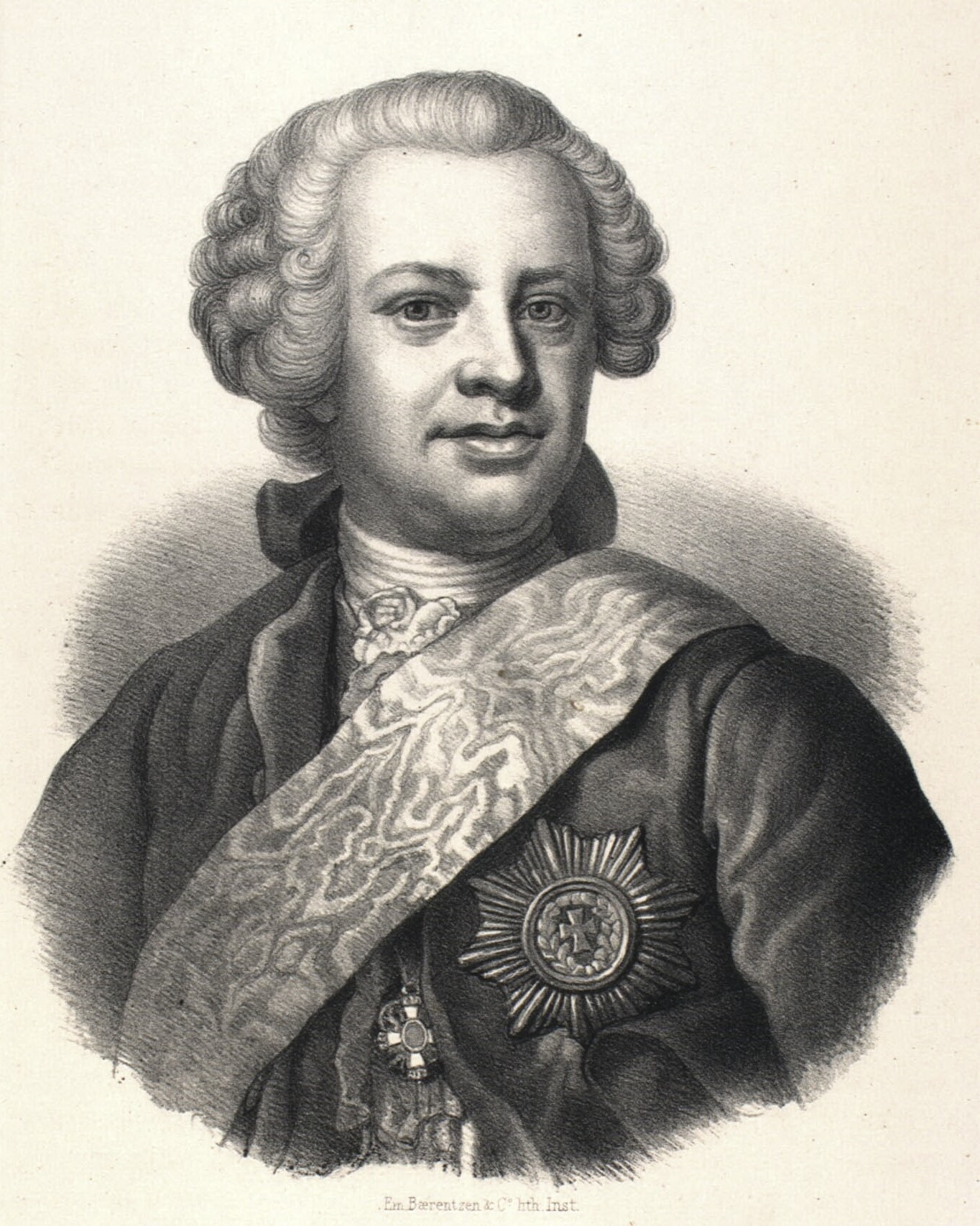
Apoiador: Conde Johann Hartwig Ernst von Bernstorff
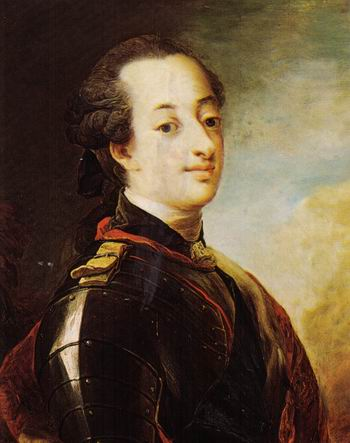
Primeiro financiador: Rei Frederico V da Dinamarca e Noruega
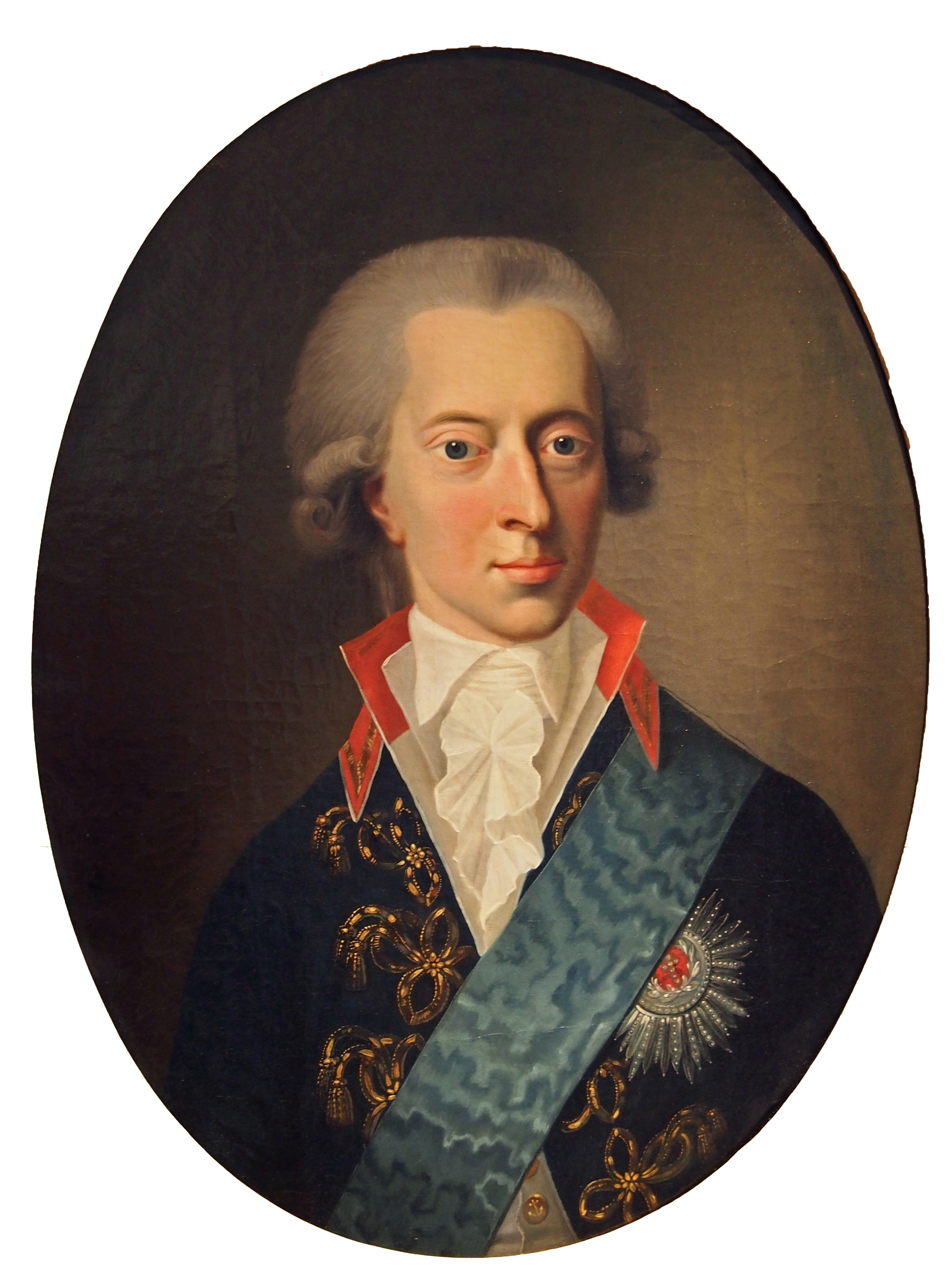
Segundo financiador: Rei Cristiano VII da Dinamarca e Noruega

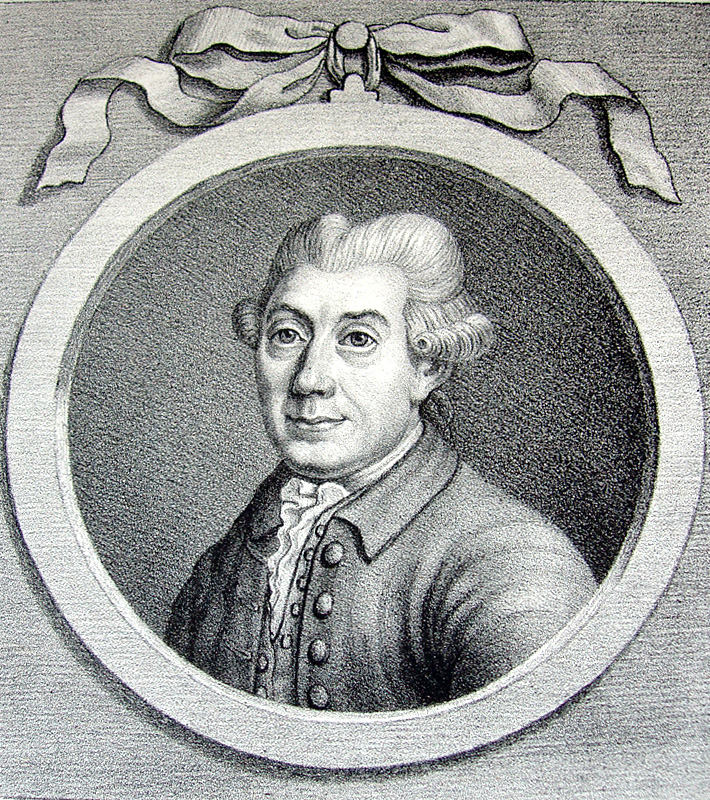
Carsten Niebuhr, Mathematiker und Kartograph

## Participantes
- Professor Friedrich Christian von Haven (1727–1763), filólogo e conhecedor da língua árabe
- Professor Peter Forsskål (1732–1763), zoólogo e botânico
- Doutor Christian Carl Cramer (1732–1764), médico
- Georg Wilhelm Baurenfeind (1728–1763), desenhista e gravador de cobre
- Carsten Niebuhr (1733–1815), matemático e cartógrafo
- Berggren (?–1763), dragão sueco, com função de ajudante

Von Haven, Forsskål e Niebuhr já haviam estudado árabe com Michaelis em Gotinga; Cramer, Baurenfeind e o ajudante Berggren chegaram à Dinamarca pouco antes do início da viagem para se unir ao grupo.

## Transcurso da viagem
A expedição começou com uma viagem a bordo do navio de guerra dinamarquês “Grønland”, de Copenhague a Constantinopla através do Mar Báltico, Mar do Norte, Atlântico e Mediterrâneo. Em Constantinopla ocorreram as primeiras desavenças no grupo – reveladas pela correspondência com Copenhague –, uma vez que o grupo não possuía um líder. Todos os membros da expedição tinham os mesmos direitos, de modo que o governo dinamarquês precisava enviar instruções pelo correio. Pouco mais tarde, o grupo seguiu para o Cairo. Lá surgiram questões adicionais a ser esclarecidas com Copenhague. Esse processo tomou dois anos, período que o grupo aproveitou em pesquisas, registros e medições no Baixo Egito e na Península do Sinai, bem como na aquisição de preciosos manuscritos em diversos idiomas e sistemas de escrita.
Em seguida, o grupo se deslocou de navio para Jidá, na atual Arábia Saudita, e Al Luḩayyah, no Iêmen. De lá o grupo viajou por terra para Bayt al-Faqih, que serviu de ponto de partida para pesquisas e medições. 
Lá se tornaram perceptíveis os primeiros sinais de doença entre os viajantes. Eles sofriam de febre, dores de estômago e vômitos. Nenhum dos viajantes, nem mesmo o médico Cramer, pôde diagnosticar a malária. Niebuhr relata apenas “constipações” em suas recordações.

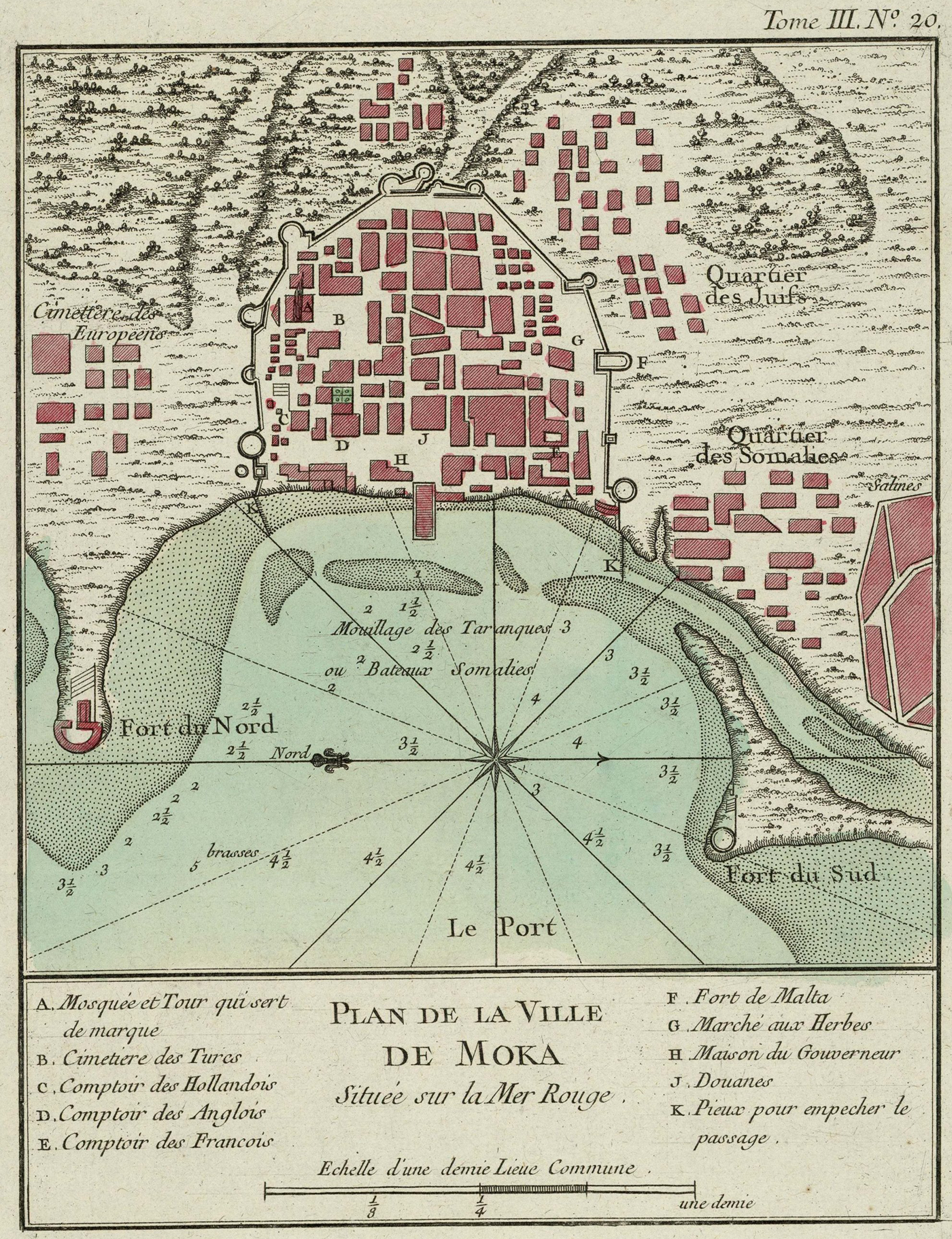
Jacques-Nicolas Bellin: Mapa da cidade portuária de Moca, 1764

Em 25 de maio de 1763, morreu Friedrich Christian von Haven em decorrência da malária. Peter Forsskål morreu seis semanas mais tarde, em 10 de julho em Yarim, a caminho de Sana. Quatro dos viajantes ficaram gravemente doentes na capital. Lá foram acolhidos de forma amigável e solícita e chamados para uma audiência com o Imã. Foi-lhes permitido permanecer um ano como hóspedes do governante, mas eles preferiram abandonar a perigosa região o mais cedo possível e viajar para Moca, onde de tempos em tempos navios ingleses a caminho da Índia ancoravam. Eles de fato alcançaram o último navio que partiria naquele ano para a Índia. 
Mas a doença não os deixou. No navio, em 29 de agosto, morreu August Georg Wilhelm Baurenfeind, em 30 de agosto faleceu o ajudante Berggren. Em setembro de 1763, Niebuhr e Cramer desembarcaram em Bombaim. Lá viveram numa casa confortável e foram tratados por um médico inglês. No entanto, em 10 de fevereiro de 1764, faleceu Christian Karl Cramer. 
No outono daquele ano, Niebuhr se sentiu saudável o bastante para seguir sua viagem. Apesar de suas experiências desagradáveis, pretendeu levar a cabo sozinho seu contrato de pesquisa e de fato viajou por terra em direção ao oeste. No entanto, suas experiências o levaram a uma mudança fundamental. Ele se afastou das práticas e atitudes européias e percebeu que precisaria se adaptar às condições dos países por onde iria passar. Ele se vestia como um nativo, seguia os costumes locais e se comportava discretamente. Dessa forma, não entrou mais em contato com as representações oficiais das respectivas regiões, como antes. Pelo contrário, viajou sem chamar a atenção, o que se provou significativamente mais agradável e eficiente. 
Mais tarde escreveria que, ao seu modo de ver, a recusa do grupo da expedição de se adaptar às condições locais teria sido a principal causa para o fracasso e os problemas de saúde do grupo. A partir de então, também a relação com a população nativa e com as repartições públicas locais transcorreu com bem menos atrito; em todo caso, de modo não mais difícil que na Europa. 
Niebuhr pôde realizar, entre outras proezas, registros completos da já famosa, porém até então só insuficientemente descrita Persépolis, cidade de ruínas e capital persa (“o maior monumento do Oriente”). Suas cópias dos monumentos persas de escrita cuneiforme foram tão significativas que, 40 anos depois, Georg Friedrich Grotefend conseguiria, com base nos registros de Niebuhr e em suas próprias recentes tentativas de decifração da escrita cuneiforme persa, apresentar uma tradução. 
No natal de 1765, Niebuhr chegou a Najaf, em janeiro de 1766 a Bagdá, em março, a Mossul e em junho, a Alepo. Então na Síria, Niebuhr quis sair de seu incógnito e fez contato com o rei da Dinamarca. Nesse ínterim, Frederico V havia morrido e seu filho Cristiano VII subira ao trono. Niebuhr propôs ao rei pesquisar o Mosteiro Ortodoxo de Santa Catarina, no Sinai, e subir o Nilo. Porém, a proposta não foi aceita e Niebuhr, após atravessar o Chipre, Jerusalém e Damasco, voltou a Constantinopla. 
De Constantinopla viajou por terra através dos Bálcãs para Gotinga, e de lá para Copenhague.

## Resultados
Niebuhr trouxe consigo seus registros e os de seus colegas para casa. 
No ano de 1772 foram publicados os primeiros registros de viagem de Niebuhr, sob o título de “Descrição da Arábia”, ao que se seguiria, dois anos mais tarde, uma edição de luxo ricamente ilustrada, “Descrição da viagem à Arábia e a outras terras em seu entorno”, em três volumes, cujo último volume, “Viagem à Síria e à Palestina”, só seria publicado postumamente em 1837, em Hamburgo. 
Essas obras compreendem abrangentes descrições, mapas e ilustrações das regiões e seus habitantes, bem como de máquinas, moedas e inscrições. 
Além disso, Niebuhr forneceu os primeiros mapas confiáveis do Mar Vermelho e do Iêmen. Esses últimos foram por mais de 200 anos importantes meios de apoio para a pesquisa do país. Também as cópias de inscrições em árabe antigo, hieróglifos e escrita cuneiforme foram extremamente valiosas para os cientistas na Europa. 
Seus trabalhos foram traduzidos nos anos seguintes para diversos idiomas, como inglês, francês e neerlandês. 
Em 1775, Niebuhr publicou os registros zoológicos e botânicos de seu colega Peter Forsskål, o qual alcançou merecida fama. 
O iniciador da viagem, o orientalista de Gotinga Johann David Michaelis, aparentemente não ficou satisfeito com os resultados da expedição. Não ficou registrada uma reação positiva para os resultados de Niebuhr. Deduz-se de sua autobiografia que, com a morte da maioria dos membros da expedição, Michaelis considerou sua ideia fracassada.
Afora a publicação de seus resultados, Niebuhr não mais se notabilizou cientificamente após a sua volta. Seguiu carreira no serviço público dinamarquês e morreu em 1815 em Meldorf, no distrito de Dithmarschen (Alemanha). Seus instrumentos de medida podem ser vistos no museu do distrito de Dithmarschen. Seus escritos se encontram na biblioteca da Universidade de Kiel.

### Perguntas de Michaelis
- Johann David Michaelis: Fragen an eine Gesellschaft Gelehrter Männer, die auf Befehl Ihro Majestät des Königes von Dännemark nach Arabien reisen. Frankfurt am Main 1762 (Digitalisat)

### Publicações de Niebuhr
- Beschreibung von Arabien. Aus eigenen Beobachtungen und im Lande selbst gesammleten Nachrichten abgefasset. Kopenhagen 1772 (Digitalisat)
- Reisebeschreibung nach Arabien und andern umliegenden Ländern. 2 Bände, Kopenhagen 1774–1778; Band 3: Reisen durch Syrien und Palästina. Hamburg 1837

### Publicação dos trabalhos de Forsskål por Niebuhr
- Descriptiones Animalium - Avium, amphiborum, insectorum, vermium quæ in itinere orientali observavit Petrus Forskål. 1775 Digitalisat in der Google Buchsuche
- Flora Ægyptiaco-Arabica sive descriptiones plantarum quas per Ægyptum Inferiorem et Arabiam felicem detexit, illustravit Petrus Forskål. 1775